# 国道40号

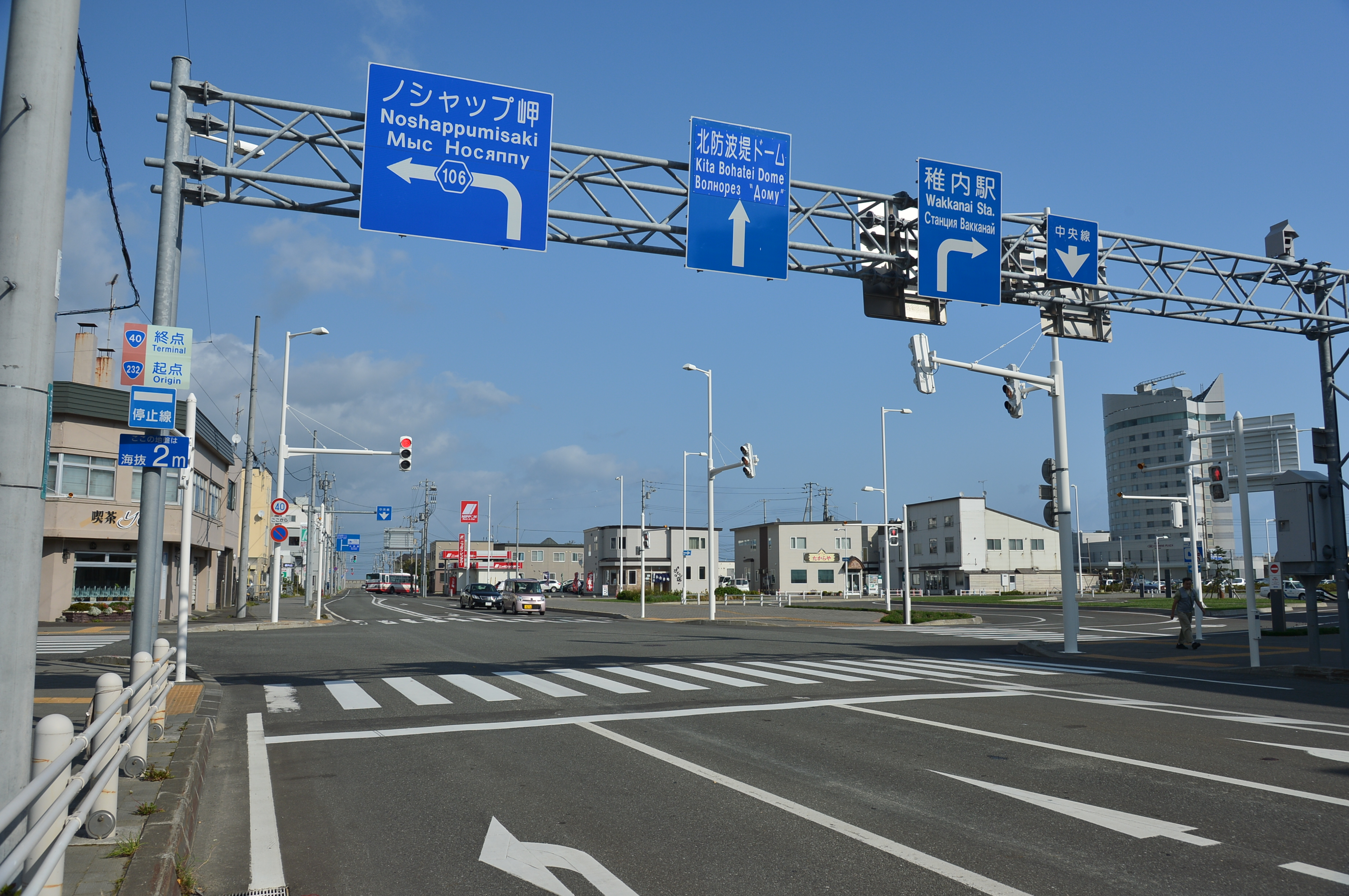
国道40号終点および、国道232号起点（稚内駅前）

国道40号（こくどう40ごう）は、北海道旭川市から稚内市に至る一般国道である。

## 概要
士別市から名寄市までは、国道239号との重複区間、中川郡美深町から中川郡音威子府村までは、国道275号との重複区間、天塩郡天塩町から稚内市までは、国道232号との重複区間である。

### 路線データ
一般国道の路線を指定する政令に基づく起終点および重要な経過地は次のとおり。
- 起点：旭川市（旭川市4条通6丁目3番141[2]、4条通6丁目 / 4条通7丁目交差点 = 国道12号交点）
- 終点：稚内市（稚内市中央2丁目1441番1[2]、中央2丁目交差点（稚内駅前） = 国道232号・北海道道106号稚内天塩線起点）
- 重要な経過地：北海道上川郡比布町、士別市、名寄市、同道中川郡美深町、同郡音威子府村、同道天塩郡天塩町
- 総延長 : 300.2 km（重用延長を含む）[3][注釈 2]
- 重用延長 : 0.0 km[3][注釈 2]
- 実延長 : 300.2 km[3][注釈 2]
  - 現道 : 250.4 km[3][注釈 2]
  - 旧道 : なし[3][注釈 2]
  - 新道 : 49.8 km[3][注釈 2]
- 指定区間：全線

## 歴史
- 1952年（昭和27年）12月4日 - 一級国道40号（旭川市 - 稚内市）として指定施行[4]。
- 1965年（昭和40年）4月1日 - 道路法改正により一級・二級区分が廃止されて一般国道40号となる[1]。
- 2020年（令和2年）10月30日 - 天塩大橋の架け替えに伴い天塩郡天塩町から天塩郡幌延町にかけてのルートが変更となる[5]。

## 路線状況

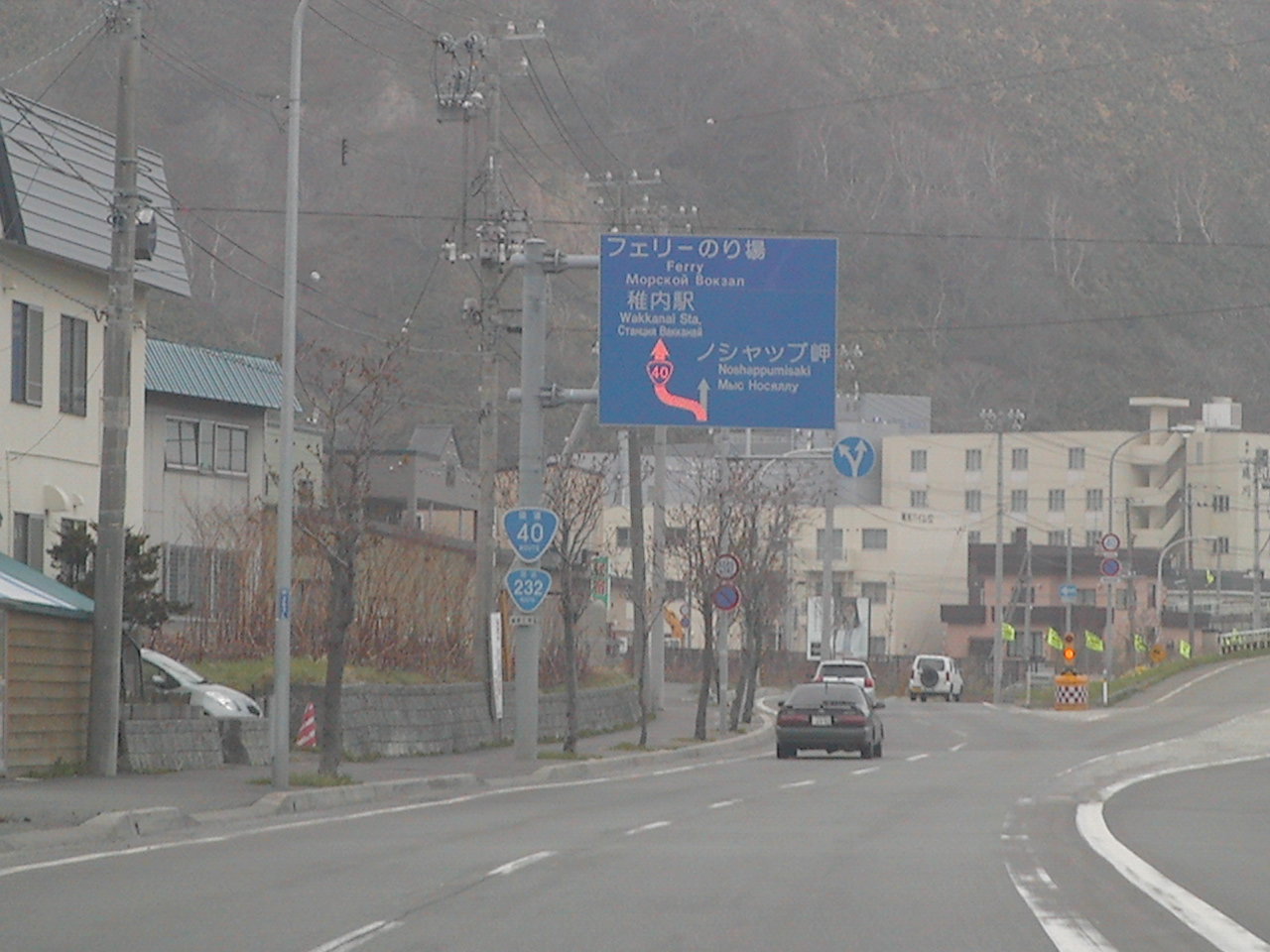
国道40号（稚内市街）

1952年（昭和27年）から1965年（昭和40年）までの間、幌延町雄信内から天塩郡天塩町サクカヘシ間は現在とは異なる経路をとっており、「ロクシナイ峠」を経て、天塩町の中心部を経由し稚内方面に方角を変えていた。現在、北海道道256号豊富遠別線の一部、北海道道855号六志内西雄信内線、北海道道551号円山天塩停車場線の一部、および天塩町内の国道232号が、かつての国道40号の旧道となっている。
該当区間は人口希薄かつ泥炭地であり、建設も容易でなかったため、遠回りであるが人口密集地であった天塩町の中心部を経由していた。なお、1958年（昭和33年）には新道が開削され、約7年間新旧2つの経路が存在していた。
また、雪の多い北海道特有の気候に対して、安全性を確保するため、2005年（平成17年）度に天塩郡豊富町字開源から稚内市朝日1丁目までの18.7 kmの現道を整備する更喜苫内防雪（さらきとまないぼうせつ）事業に着手し、2014年（平成26年）度に完成した。更喜苫内防雪は、豊富バイパス豊富北ICに直接繋がり、両側に防雪林があり、ゆずり車線が多く、夜間や冬期には車道外側線をハイパワーLEDが照らすといった特徴がある。起点から少し北へ進むと、開源パーキングシェルター（後述）がある。

### 通称
- 昭和通（旭川市内 都市計画道路）この区間には、旭川常盤ロータリー及び旭橋がある。
- 4条東鷹栖通（旭川市内 都市計画道路）
- 名寄国道（上川管内）[9]
- 天塩国道（留萌管内）[10]
- 稚内国道（宗谷管内）[11]

### バイパス
- 名寄美深道路（北海道縦貫自動車道に平行する一般国道の自動車専用道路）
  - 名寄IC - 名寄北IC - 智恵文南入口 - 智恵文IC - 美深IC - 美深北IC
- 音中道路（北海道縦貫自動車道に平行する一般国道の自動車専用道路・建設中）
- 天塩防災
- 幌富バイパス（北海道縦貫自動車道に平行する一般国道の自動車専用道路）
  - 幌延IC - 豊富サロベツIC
- 豊富バイパス（北海道縦貫自動車道に平行する一般国道の自動車専用道路）
  - 豊富サロベツIC - 豊富幌加IC - 豊富北IC

### 重複区間
- 国道239号（士別市大通東6丁目・大通東6丁目交点 - 名寄市西4条北1丁目・西4条北1丁目交点）
- 国道275号（中川郡美深町大通北3丁目・大通北3丁目交点 - 中川郡音威子府村音威子府）
- 国道232号（天塩郡天塩町サクカヘシ - 稚内市中央・中央2丁目（終点））

### 道路施設

#### 橋梁
- 旭橋
- 用水橋
- 比布橋
- 宇津別橋
- 蘭留小橋
- 藤橋
- 和寒橋
- 士別橋
- 風連橋
- 名寄大橋
- 恵深橋
- 美深大橋
- 恩根内大橋
- 音威子府橋
- 栄橋
- 天塩大橋
  - 現在の天塩大橋は2020年（令和2年）10月31日に先代の天塩大橋の東側に架け替えられたもので、先代の橋は同日に供用廃止されている[5]。
- 雁橋
- 薫橋

#### トンネル
- 比布トンネル（481 m）
  - 初代のトンネルは1965年（昭和40年）7月開通。この初代トンネルは幅員が狭く老朽化も目立ってきたため、南側に新たなトンネルが開削され2001年（平成13年）10月に開通、歩行者や自転車も安全に通行できるようになった。旧トンネルは閉鎖済み。
- 富和トンネル（955 m）
- 雄信内トンネル（750 m）
- 開源パーキングシェルター
  - 2012年5月から改良工事が行われ、2013年1月18日に完了している。この工事により、以前は車道の両脇に駐車帯があり全体を屋根で覆っていたものが、駐車帯が車道と分離されて連絡路を通って出入りする形となり、車道に屋根はなくなった。

#### ロータリー交差点
- 旭川常盤ロータリー

#### 道の駅
- 上川総合振興局
  - 絵本の里けんぶち（上川郡剣淵町）
  - 羊のまち 侍・しべつ（士別市）
  - もち米の里☆なよろ（名寄市）
  - びふか（中川郡美深町）
  - おといねっぷ（中川郡音威子府村）
  - なかがわ（中川郡中川町）
- 宗谷総合振興局
  - わっかない（稚内市）

## 地理

### 通過する自治体
- 北海道
  - 上川総合振興局
    - 旭川市 - 上川郡比布町 - 上川郡和寒町 - 上川郡剣淵町 - 士別市 - 名寄市 - 中川郡美深町 - 中川郡音威子府村 - 中川郡中川町

  - 留萌振興局
    - 天塩郡天塩町

  - 宗谷総合振興局
    - 天塩郡幌延町 - 天塩郡豊富町 - 稚内市

### 交差する道路
上川総合振興局
旭川市
- 国道12号・国道39号：4条通6丁目（4条通6丁目・4条通7丁目、起点）
- 北海道道487号近文停車場線：本町3丁目（本町3丁目・旭町2条3丁目交点）
- 北海道道72号旭川幌加内線・北海道道329号新旭川停車場線：大町3条4丁目（大町3条4丁目交点）
- 北海道道90号旭川環状線：末広1条3丁目（末広東1条3丁目交点）
- 国道12号（旭川新道）：末広1条12丁目（末広1条13丁目・末広東1条12丁目交点）
- 北海道道37号鷹栖東神楽線：東鷹栖1条3丁目（東鷹栖1条4丁目・東鷹栖東1条3丁目交点） → 道央自動車道旭川北IC
- 北海道道942号東鷹栖永山線：東鷹栖2線18号（東鷹栖2線18号交点）

上川郡比布町
- 北海道道296号比布愛別停車場線：基線6号
- 北海道道390号比布停車場線・北海道道1122号当麻比布線：新町4丁目（比布基線6号・比布基線7号交点）
- 北海道道520号鷹栖東鷹栖比布線・北海道道1143号比布北インター線：北5線13号 → 旭川紋別自動車道比布北IC

上川郡和寒町
- 道央自動車道和寒IC : 三笠
- 北海道道639号上士別和寒線：南町（三笠・南町交点）
- 北海道道48号和寒幌加内線：上川郡和寒町南町

上川郡剣淵町
- 北海道道205号上士別ビバカルウシ線・北海道道984号温根別ビバカルウシ線：第12区

士別市
- 北海道道1161号士別剣淵インター線：南町東4区 → 道央自動車道士別剣淵IC
- 北海道道61号士別滝の上線・北海道道297号士別停車場線：大通西8丁目（大通西8丁目・大通東9丁目交点）
- 国道239号：大通東6丁目（大通西5丁目・大通東6丁目交点）
- 北海道道850号瑞生下士別線・北海道道925号武徳下士別線：下士別町
- 北海道道888号東陽多寄線：多寄町   →    北海道縦貫自動車道多寄IC（事業中）

名寄市
- 北海道道206号下川風連線：風連町南町（風連南町交点）
- 北海道道328号風連停車場線・北海道道729号朱鞠内風連線：風連町本町（風連町本町交点）
- 北海道縦貫自動車道・名寄美深道路名寄IC：徳田
  - 北海道縦貫自動車道側は事業中
- 北海道道540号名寄停車場線・北海道道798号西風連名寄線：西4条南10丁目（西4南9・西4南10交点）
- 国道239号：西4条南1丁目（西4条南1丁目交点）
- 北海道道252号美深名寄線：西4条北4丁目（西4条北4丁目・西4条北5丁目交点）
- 名寄美深道路名寄北IC : 砺波
- 北海道道688号名寄遠別線：砺波
- 名寄美深道路智恵文南入口 : 智恵文
- 北海道道252号美深名寄線 : 智恵文（智恵文11線交点）
- 名寄美深道路智恵文IC：智恵文
- 北海道道760号智恵文美深線：智恵文

中川郡美深町
- 北海道道49号美深雄武線：美深（5線通り交点） →   名寄美深道路美深IC
- 北海道道680号班渓美深停車場線：大通北1丁目（大通北1丁目交点）
- 名寄美深道路美深北IC：敷島
- 国道275号：大通北3丁目（大通北3丁目交点）
- 北海道道445号紋穂内停車場線：西里（美深町西里4線交点）
- 北海道道118号美深中川線 : 恩根内

中川郡音威子府村
- 北海道道220号歌登咲来停車場線：咲来（音威子府咲来交点）
- 北海道道391号音威子府停車場線：音威子府（音威子府村音威子府交点）
- 国道275号：音威子府  →   音中道路音威子府IC（事業中）

中川郡中川町
- 北海道道118号美深中川線：安川（中川町佐久交点）
- 北海道道218号板谷佐久停車場線：安川
- 音中道路中川IC（事業中）
- 北海道道438号天塩中川停車場線：誉（中川交点）

留萌振興局
天塩郡天塩町
- 北海道道395号問寒別停車場下国府線：下コクネップ
- 北海道道256号豊富遠別線：オヌプナイ
- 北海道道551号円山天塩停車場線 : ウブシ
- 国道232号：サクカヘシ

宗谷総合振興局
天塩郡幌延町
- 北海道道121号稚内幌延線：幌延
- 町道幌延3号線 : 字幌延  →  幌富バイパス幌延IC
- 北海道道972号浜里下沼線：下沼

天塩郡豊富町
- 北海道道444号稚咲内豊富停車場線：豊富大通3丁目（大通3丁目交点）
- 北海道道84号豊富浜頓別線 : 豊富大通10丁目（大通10丁目交点）  →   幌富バイパス・豊富バイパス豊富サロベツIC
- 北海道道397号豊富停車場線：豊富大通10丁目（大通10丁目交点）
- 北海道道923号メナシベツ豊富線：徳満   →   豊富バイパス豊富幌加IC
- 北海道道1118号兜沼停車場線：芦川
- 豊富バイパス豊富北IC・北海道道138号豊富猿払線：開源

稚内市
- 北海道道616号上勇知兜沼停車場線：抜海村上勇知
- 国道238号：潮見4丁目（潮見4丁目交点）
- 国道232号・北海道道106号稚内天塩線：中央2丁目（中央2丁目、終点）

### 主な峠
- 塩狩峠（標高260 m）：上川支庁上川郡比布町 - 上川支庁上川郡和寒町

## その他
- 2021年1月19日、国土交通省北海道開発局がTwitterで「国道40号ばばばばばえおうぃおい～（略）」と意味不明な文章をツイートするという珍事があった。北海道開発局は当該のツイートに関して、Webサーバメンテナンス中のエラーによるもので事件性はなく、内容も意味のあるものではないと説明し、陳謝した[12][13]。